# Euripus javanus
Euripus javanus är en fjärilsart som beskrevs av Hans Fruhstorfer 1899. Euripus javanus ingår i släktet Euripus och familjen praktfjärilar. Inga underarter finns listade i Catalogue of Life.